# Björkesjön (Seglora socken, Västergötland)
Björkesjön är en sjö i Borås kommun i Västergötland och ingår i Viskans huvudavrinningsområde.